# Quindós
Quindós (llamada oficialmente San Xusto de Quindous) es una parroquia y una aldea española del municipio de Cervantes, en la provincia de Lugo, Galicia.

## Organización territorial
La parroquia está formada por tres entidades de población:
- Estremar de Riba
- Quindous
- Savane

## Demografía

### Parroquia
| Gráfica de evolución demográfica de Quindós (parroquia) entre 2000 y 2019 |
|                                                                           |
| Datos según el nomenclátor publicado por el INE.                          |

### Aldea
| Gráfica de evolución demográfica de Quindous (aldea) entre 2000 y 2019 |
|                                                                        |
| Datos según el nomenclátor publicado por el INE.                       |

## Patrimonio
- Castillo de Quindous (S.XIV), fundado por la familia Quindós, fue la morada de los marqueses de San Sadurniño hasta fines del S.XIX[5]
- Caroco, roble centenario plantado en la Plaza de Quindous hace 700 u 800 años por miembros de la familia Quindós. Ha sido dañado por una nevada en 2019 [6]